# 三趾翠鸟
三趾翠鸟（学名：Ceyx erithaca）为翠鸟科三趾翠鸟属的鸟类。该物种的模式产地在孟加拉国。是一種口袋大小的鳥類，屬於翠鳥科（Alcedinidae）。它曾被認為與赤背侏儒翠鳥屬於同一種，並且這一複合種曾以英語名稱「東方侏儒翠鳥」而聞名。
這種熱帶翠鳥是一種部分遷徙的鳥類，是印度次大陸和中南半島部分地區的特有種。它棲息在低地森林中，通常靠近溪流或池塘，並以昆蟲、蜘蛛、蠕蟲、螃蟹、魚、青蛙和蜥蜴為食。由於其紅色喙、黃橙色的下半身、淡紫色-赤褐色的上半身以及藍黑色的背部，它在其分布區內容易與其他鳥類區分開來。

## 分類與系統學
黑背翠鳥由瑞典自然學家卡爾·林奈於1758年在其自然系統第十版中物種描述。他將其與其他翠鳥一起歸入翠鳥屬 （Alcedo），並創造了二名法名稱Alcedo erithaca。 種小名來自拉丁語erithacus，意思是「知更鳥」，因此意為「紅胸」鳥。 林奈的描述是基於1738年英國自然學家埃利亞薩爾·阿爾賓在其著作《鳥類自然史》（A Natural History of Birds）中描述並插圖的「來自孟加拉的小翠鳥」。 黑背翠鳥現為23種小型翠鳥之一，歸屬於法國自然學家貝爾納·熱爾曼·德·拉塞佩德於1799年引入的三趾翠鳥屬（Ceyx）。 二名法名稱有時被寫成Ceyx erithacus。 這是不正確的，因為種小名是一個名詞，其結尾不會變化。根據國際動物命名法委員會的規則，正確的拼寫應為Ceyx erithaca。
赤背侏儒翠鳥（Ceyx rufidorsa）曾被認為是三趾翠鳥的一種色型。合併後的物種被稱為「東方侏儒翠鳥」。分子遺傳學研究表明Ceyx rufidorsa是獨立的分類單元，且多型性是由於大約14萬年前的古代基因滲入，其中部分Ceyx erithaca的基因轉移到了Ceyx rufidorsa。
兩個亞種被認可：
- C. e. erithaca （林奈, 1758年）—東北印度、緬甸、泰國、中南半島、東南中國，中南半島及泰國向南至馬來半島北部。零星分布於印度西南部和斯里蘭卡。在非繁殖季節，一些鳥會遷徙至馬來半島南部和蘇門答臘。在中国大陆，分布于云南、海南等地。该物种的模式产地在孟加拉国。[10]
- C. e. macrocarus 奧伯霍爾塞爾, 1917年—安達曼-尼科巴群島[11]

翠鳥科（Alcedinidae）是大約118種鳥類所屬的科，屬於熱帶鳥類的佛法僧目。 這個科的成員體型範圍從9克的非洲侏儒翠鳥（Ceyx lecontei）到500克的笑翠鳥（Dacelo novaeguinea）。 儘管以「翠鳥」命名，這個科的成員並非全都是食魚動物，許多物種生活在遠離水源的地區，捕食陸地無脊椎動物和小型脊椎動物。 這個科大部分是熱帶性的，然而也有一些物種適應了溫帶地區。
這個科可以進一步分為三個亞科：翡翠亞科（Halcyoninae）、魚狗亞科（Cerylinae）、和翠鳥亞科（Alcedinidae）（侏儒翠鳥）。翠鳥亞科分布於熱帶非洲和亞洲，向南延伸至北澳大利亞和美拉尼西亞，向北延伸至歐洲和溫帶亞洲。顧名思義，侏儒翠鳥相較於其他翠鳥體型較小。除了體型之外，這個亞科的翠鳥還以其鮮豔的顏色為特徵。牠們的棲地範圍從密集的森林到林地稀樹草原，也可以在有林地和開闊地形中的水道旁找到牠們。
在翠鳥亞科中有三趾翠鳥屬（Ceyx）。這個屬的物種特徵是其陸地棲地、主要由昆蟲組成的食物、背腹方向扁平的橙色喙以及更赤褐色的上半身。 根據分子數據，C. erithaca形成了一個包含三趾翠鳥的高度支持的支系，其中包括菲律賓三趾翠鳥（C. melanurus）、摩鹿加三趾翠鳥（C. lepidus）、南方銀翠鳥（C. argentatus）和靛藍翠鳥（C. cyanopectus）。

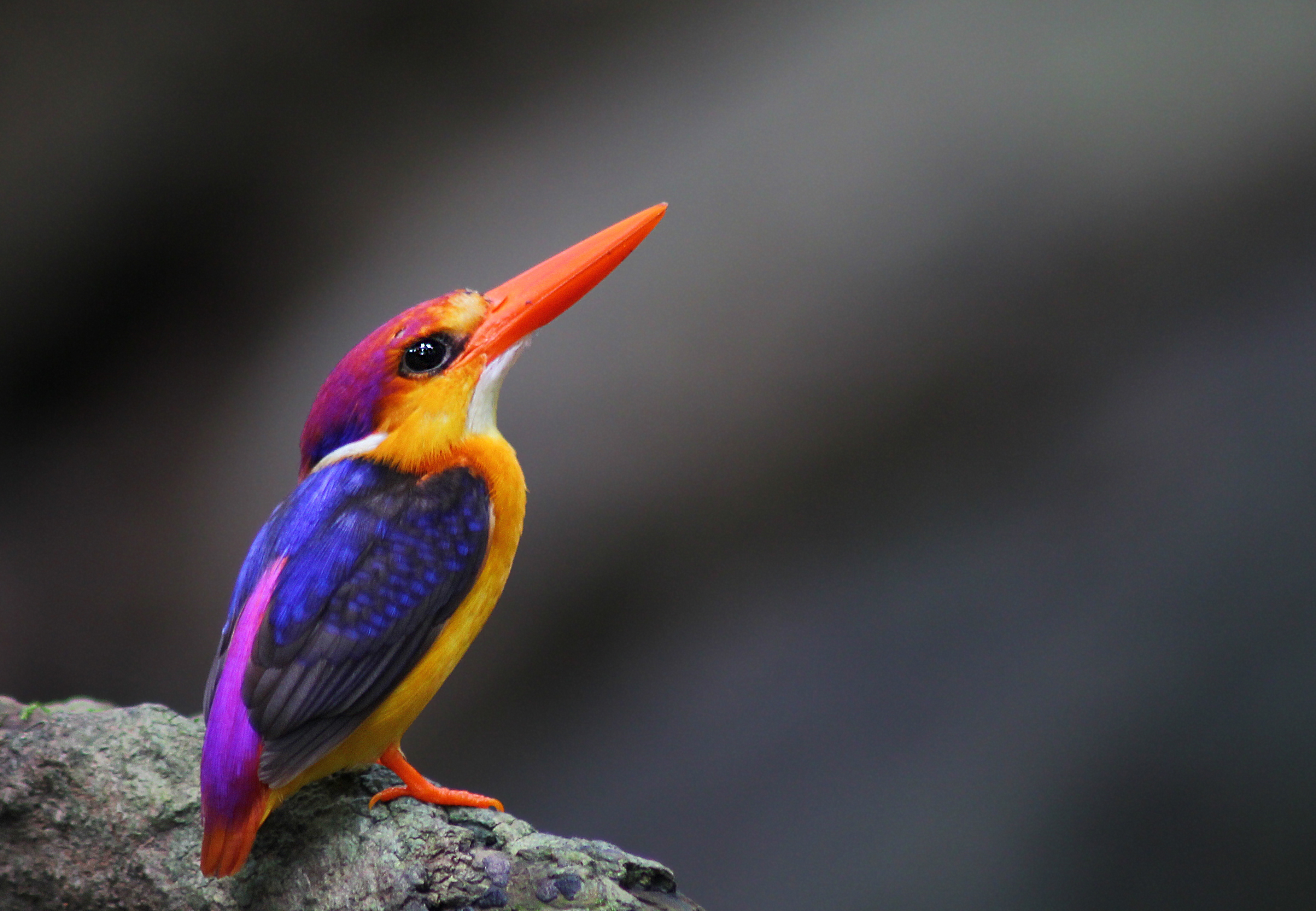
In Sanjay Gandhi National Park, Mumbai, India

## 描述
三趾翠鳥是已知最小的翠鳥物種之一。它僅比中等大小的蜂鳥稍大，體長12.5—14 cm（4.9—5.5英寸）（包括喙和尾巴）。 雌性通常重14-16克，雄性重14-21.5克， 使得雄性略大一些。除此之外，兩性相似，沒有兩性異形的表現。 雄性和雌性均在前額上有一個黑色斑點；頸部兩側有藍色和白色的斑塊；頂冠、臀部和尾部為淡紫色-赤褐色；背部和翅膀為深藍色；下巴和喉嚨為白色；下半身為淡黃色-橙色；虹膜為深棕色；雙腿、雙腳和喙均為紅色。 幼鳥顏色較為黯淡，淡紫色較少；下巴、喉嚨和腹部為白色；喙為黃橙色，尖端為淡色；肩羽和覆羽為藍色。 這種翠鳥有三趾，因此被稱為三趾翠鳥，然而，還有其他具有三趾的翠鳥。這些翠鳥物種中的趾數似乎並非適應性的結果。它們的叫聲為高音調的「tsriet-tsriet」或飛行時柔和的「tjie-tjie-tjie」。

## 分佈與棲地
三趾翠鳥是一種棲息於森林和濕地的物種，特有於印度次大陸和中南半島部分地區。其繁殖範圍包括孟加拉東部、印度東北部、緬甸、中國極南部、老撾、柬埔寨和泰國。在印度西部的西高止山脈和斯里蘭卡有一個不連續的種群。在冬季，一些鳥會遷徙到馬來半島和蘇門答臘。
它們最常見於落葉林和常綠林中的原生林和次生林， 但也棲息於漫灌叢林、紅樹林、過度生長的橡膠園，或是密集的棕櫚、竹子或灌木叢中。 它們傾向於待在森林的小溪和池塘附近， 但它們的巢通常遠離水源。 它們保持低空飛行，並且被發現會在距離森林地面1-2米的高度棲息和飛行。 它們偏好的棲地是陰暗密集的森林低地，靠近小溪或池塘。 它們出現的低地海拔通常不超過1000-1300米。

### 遷徙
北方種群在繁殖範圍的南部地區過冬，該物種被定義為部分遷徙性。 它們經常在8月至9月間向馬來半島南部遷徙，並在3月返回北方。從8月至12月，在馬來西亞的太平山和弗雷澤山以及西海岸外60 km（37 mi）處的許多島嶼的燈塔處報告了大量夜間飛行的遷徙鳥類。 尚不確定在冬季期間該物種最北端的範圍是否會被遷徙空出。 三趾翠鳥也是印度大部分地區的繁殖訪客，但其在這裡的遷徙情況仍不確定。

## 行為與生態

### 繁殖
產卵期在印度西南部為7月至9月，在斯里蘭卡為2月至7月，在印度東北部為4月至5月，在馬來半島為3月至7月，在蘇門答臘為3月，在爪哇為12月至5月。 營巢於溪流岸邊、道路開挖處、陸地白蟻巢，或在倒下樹木的根部附近的土壤中， 通常遠離水源。 雄性和雌性一起挖掘一條水平隧道，長度為15—100 cm（5.9—39.4英寸），直徑為3.8—4.5 cm（1.5—1.8英寸），隧道末端為未襯裡的蛋室。 一對鳥在沙土中挖掘了25 cm（9.8英寸）的巢穴，大約花了40分鐘。 未襯裡的蛋室寬度為10—15 cm（3.9—5.9英寸），高度為5—7 cm（2.0—2.8英寸）。 隧道和蛋室均向上傾斜，這被認為可以減少水進入蛋室，並幫助廢物流出巢穴。 兩代間隔時間約為4.2年。 典型的巢卵數為3-7個，每窩平均約5個卵。 卵通常在早上產下，每隔一天產一個卵。孵卵從最後一顆卵產下後開始，孵化期為17-18天。雄性和雌性都會孵卵，但雌性在孵化期中起著更大的作用，因為她負責在夜間孵卵。雛鳥出巢需時為18-20天，雛鳥通常在早上離巢。

### 食物與覓食
牠們的食物主要包括昆蟲，如螳螂（Mantodea）、蚱蜢（Orthoptera）、蒼蠅（Diptera）、水甲蟲（Dytiscidae）、有翅螞蟻（Formicidae）、蜉蝣（Ephemeroptera）；但也包括蜘蛛、蠕蟲（Oligochaeta），以及小螃蟹、魚、青蛙和蜥蜴。

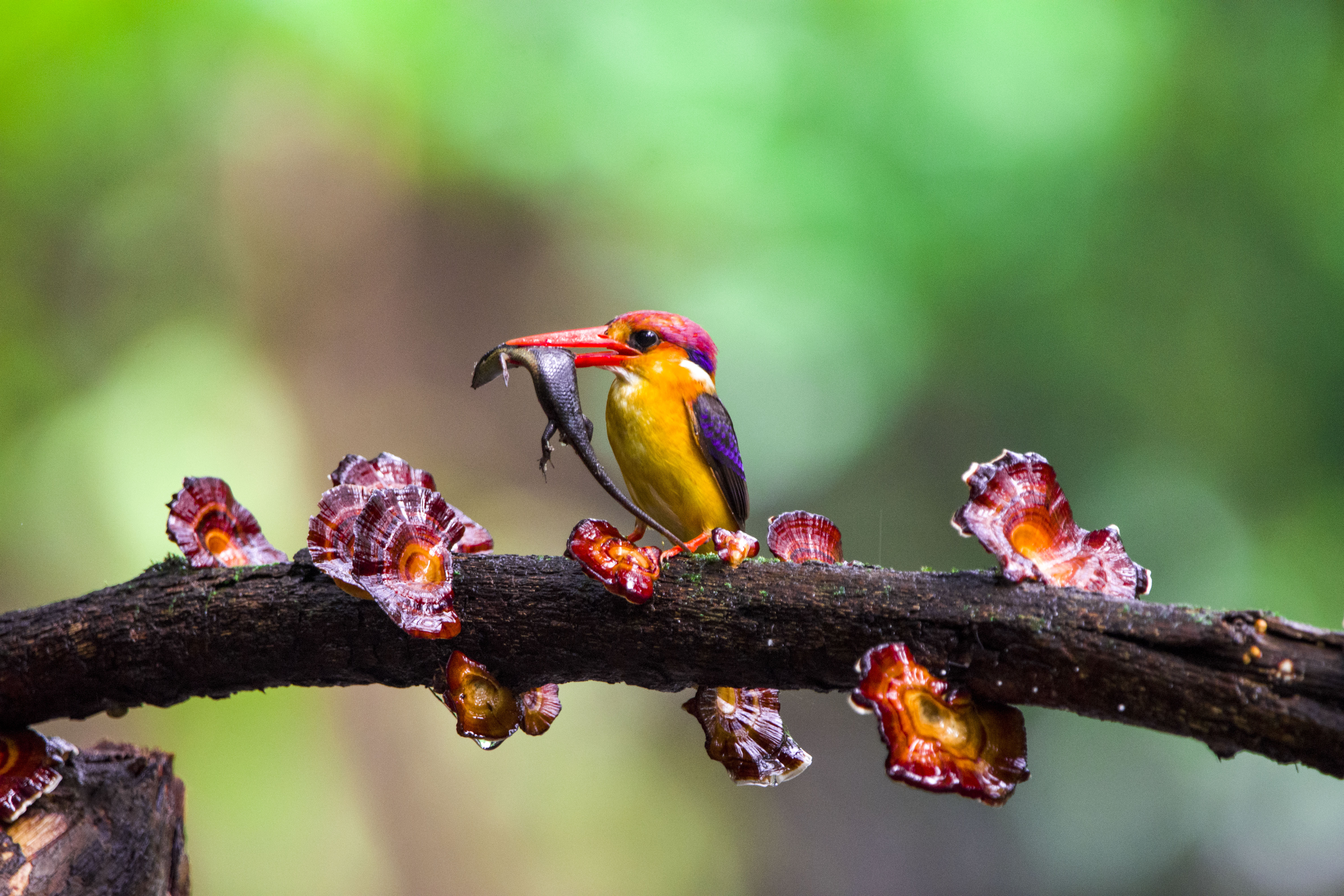
Black-backed dwarf kingfisher with skink kill

三趾翠鳥通常獨自覓食，牠們會棲息在低矮的植物或岩石上，然後飛出去從地面或樹葉中捕捉獵物。牠們能從蜘蛛網中取下蜘蛛，也能在飛行中捕捉昆蟲。牠們還可以潛入水中捕捉在水面或水面下的獵物，且不會完全浸入水中。 較大的獵物通常會被帶回棲息處，鳥兒會用喙反覆敲打獵物後再吞下。

## 保育狀況與威脅
C. erithaca在IUCN紅色名錄中被列為「近危物種」，全球範圍內尚未受威脅。 然而，種群數量呈下降趨勢， 成熟個體數量未知。 雖然分布範圍廣泛，但在分布範圍的北部地區，牠們經常被報告為稀少。這種稀少性可能是由於物種被忽視，和/或其移動模式的結果。 在整個物種範圍內已有識別出的保護區。

### 威脅
三趾翠鳥面臨的主要威脅是森林棲地的清理。由於人類活動持續導致關鍵繁殖棲地的喪失，種群數量可能會減少。
三趾翠鳥還可能面臨翠鳥和其他遷徙鳥類常見的威脅，例如：  
- 污染[21]
- 池塘和溪流乾涸[21]
- 公眾對翠鳥的反感（漁民）/非法的人為迫害[21]
- 電線[21]
- 氣候引起的遷徙和繁殖時間的變化[22]
- 在飛行路徑中與建築物等人工障礙物的碰撞[23]
- 疲勞、飢餓和脫水[23]
- 河岸侵蝕

## 繁殖習性
於西南季風盛行的六月開始繁殖。 巢是一條長達一米的水平隧道。每巢約產蛋 4 ~ 5 個，雄性與雌性共同孵卵，約17天孵化。 雛鳥成長期約20天。幼鳥被餵以壁虎，石龍子，螃蟹，蝸牛，青蛙，蟋蟀和蜻蜓。